# 真鶴町立岩小学校
真鶴町立岩小学校（まなづるちょうりつ いわしょうがっこう）は、かつて神奈川県足柄下郡真鶴町岩に存在した公立小学校。2004年（平成16年）3月に廃校となり、同年4月に「真鶴小学校」と共に「まなづる小学校」として統合された。現在、跡地は「真鶴町立岩ふれあい館」になっている。

## 沿革
- 1880年（明治13年） - 岩尋常高等小学校設立[3]
- 1923年（大正12年） - 関東大震災で校地は崩壊、校舎は全潰の被害
- 1924年（大正13年） - 瀧門寺敷地に移転[4]
- 1937年（昭和12年） - 物置の発火により校舎が全焼[5]
- 1956年（昭和31年） - 真鶴町と岩村と合併に伴い、学校名称を「真鶴町立岩小学校」として改称し、校舎はそのままで体育館や給食施設を新設する方針で開校された。[6]
- 2004年（平成16年） - 廃校

## ギャラリー

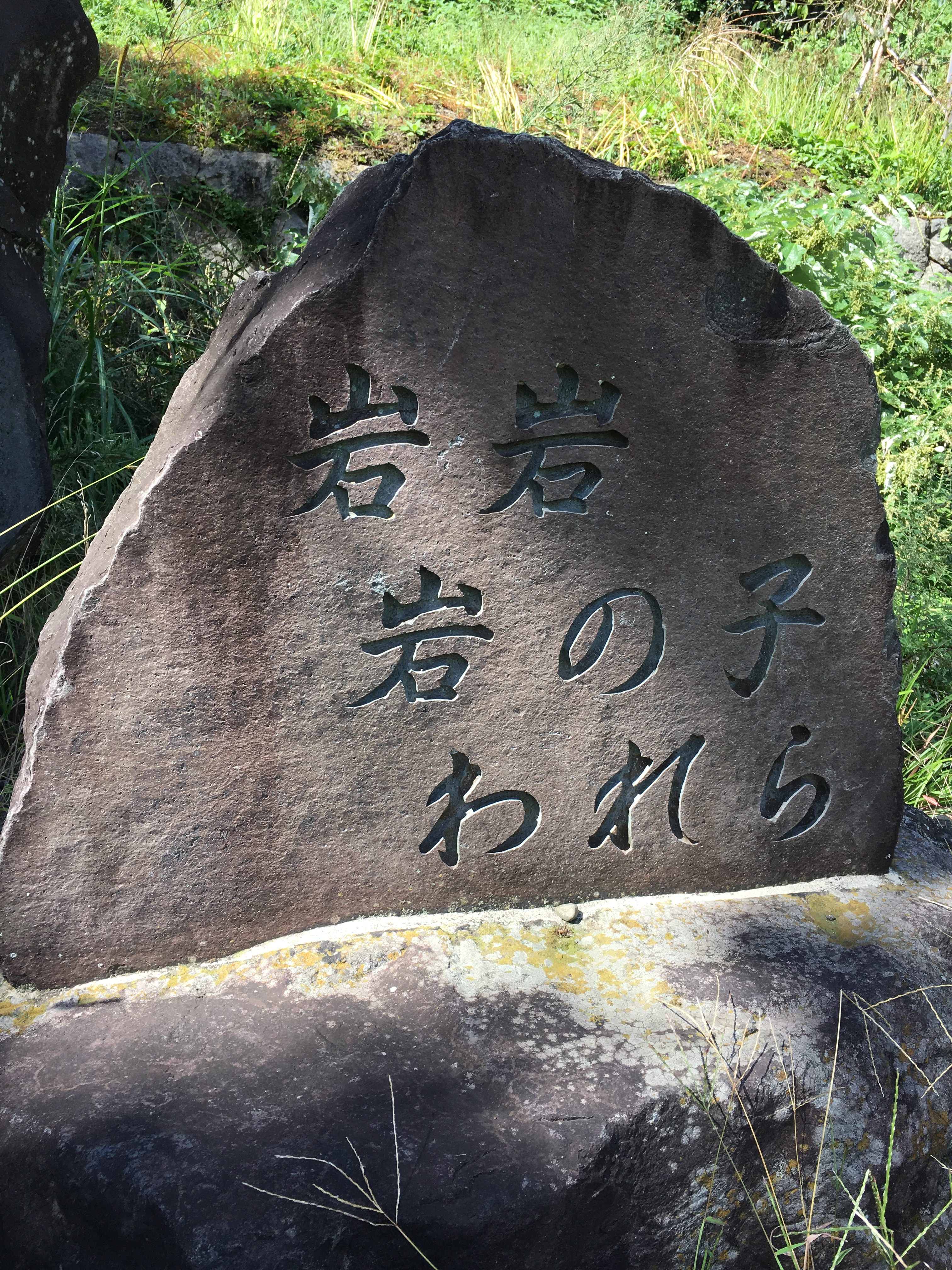
岩　岩　岩の子　われら
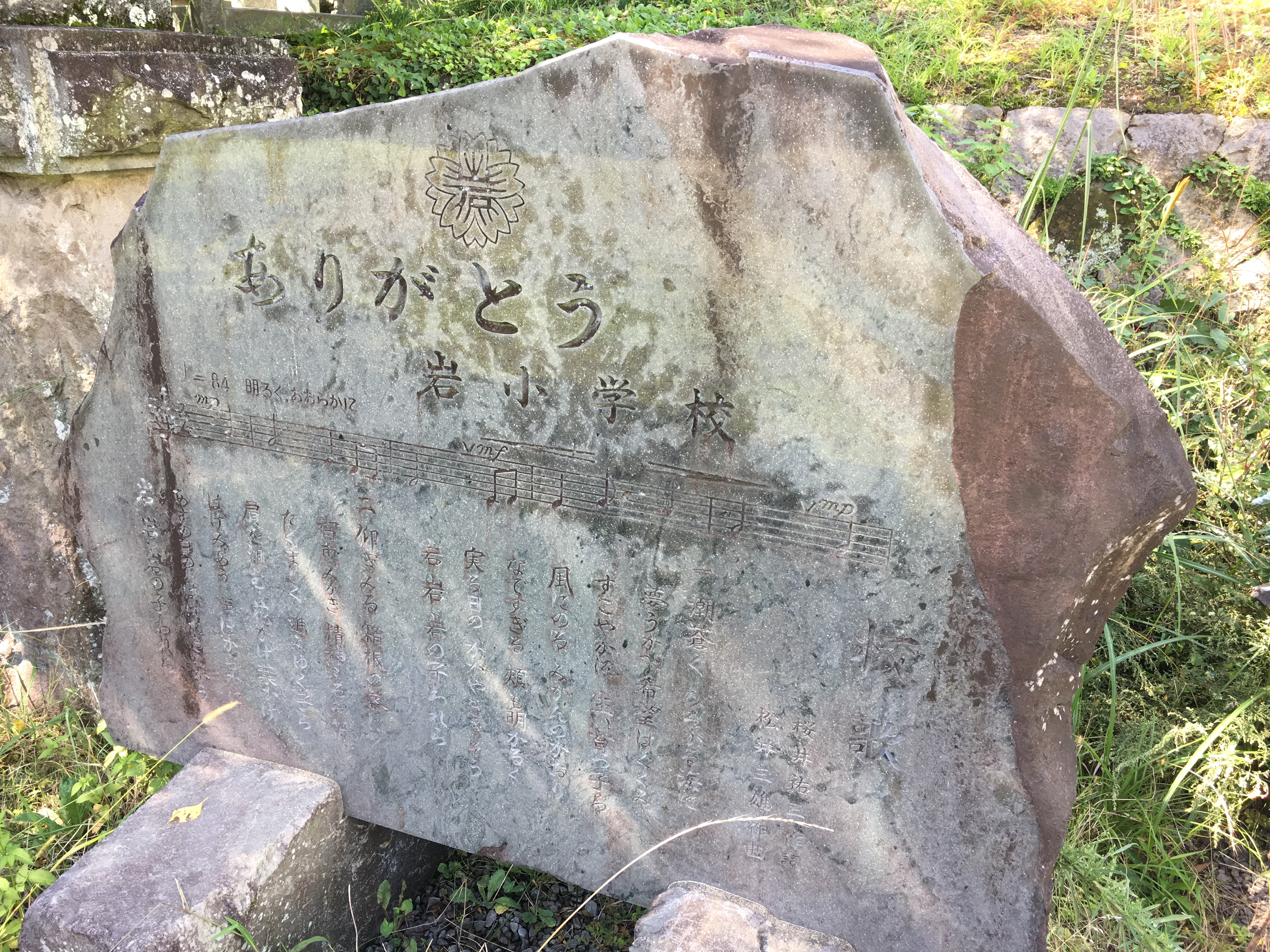
ありがとう岩小学校
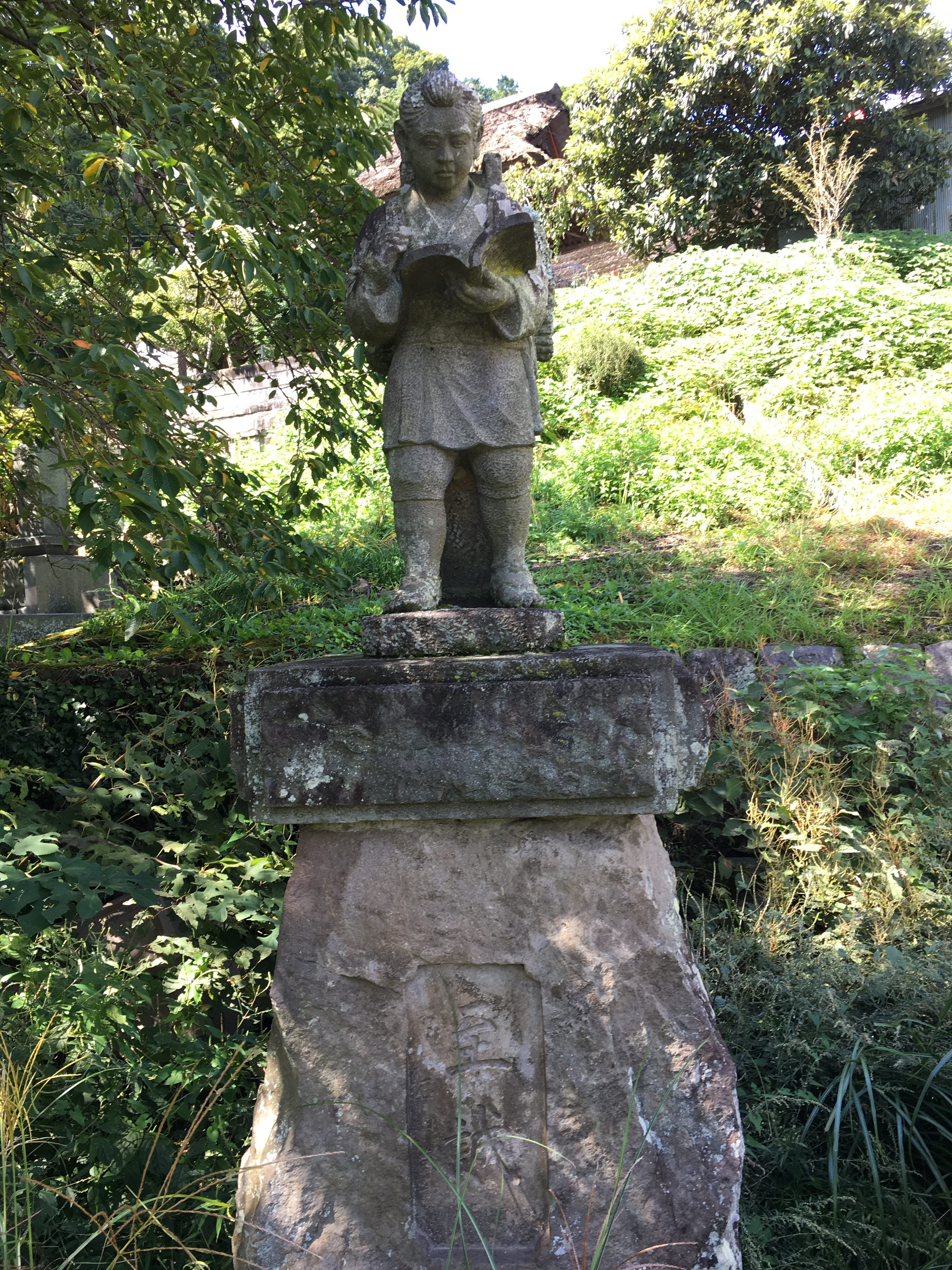
二宮尊徳（二宮金次郎）
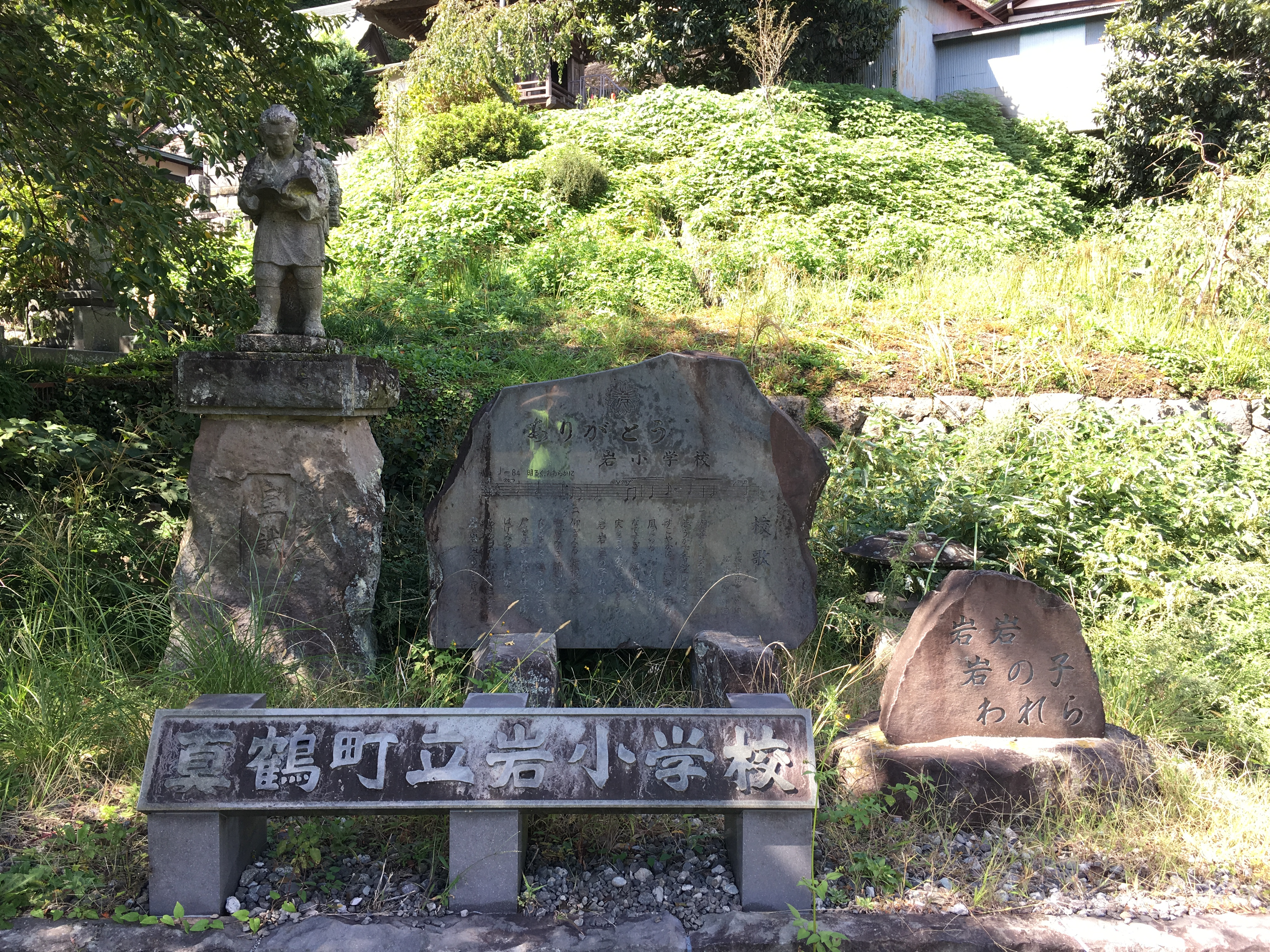
各種記念碑

## 水泳指導
近隣の岩海水浴場で遠泳実習を行う。プールは真鶴町立真鶴小学校のプールを使用していた。

## 出身著名人
- 青木智史（プロ野球選手）[7]